# Marian Ostafiński
Marian Ostafiński (* 8. prosince 1946, Přemyšl) je bývalý polský fotbalista, obránce.

## Fotbalová kariéra
Začínal v týmech Bieszczady Rzeszów a Stal Stalowa Wola. Hrál v polské nejvyšší soutěži za Stal Rzeszów, Ruch Chorzów a Polonii Bytom. Nastoupil ve 211 ligových utkáních a dal 7 gólů. S Ruchem Chorzów získal v letech 1974 a 1975 mistrovský titul a v roce 1974 i polský pohár. V Poháru mistrů evropských zemí nastoupil v 9 utkáních a v Poháru UEFA nastoupil ve 12 utkáních. Za reprezentaci Polska nastoupil v letech 1971–1975 v 11 utkáních. V roce 1972 byl členem vítězného polského týmu na olympiádě 1972, nastoupil ve 3 utkáních. h

## Ligová bilance
| Ročník                | Zápasy | Góly | Klub          |
| --------------------- | ------ | ---- | ------------- |
| Ekstraklasa 1969/70   | 18     | 0    | Stal Rzeszów  |
| Ekstraklasa 1970/71   | 26     | 0    | Stal Rzeszów  |
| Ekstraklasa 1971/72   | 23     | 0    | Stal Rzeszów  |
| Ekstraklasa 1972/73   | 21     | 0    | Ruch Chorzów  |
| Ekstraklasa 1973/74   | 30     | 2    | Ruch Chorzów  |
| Ekstraklasa 1974/75   | 28     | 2    | Ruch Chorzów  |
| Ekstraklasa 1975/76   | 24     | 2    | Ruch Chorzów  |
| Ekstraklasa 1976/77   | 12     | 0    | Ruch Chorzów  |
| Ekstraklasa 1977/78   | 8      | 1    | Polonii Bytom |
| Ekstraklasa 1978/79   | 7      | 0    | Polonii Bytom |
| Ekstraklasa 1979/80   | 14     | 0    | Polonii Bytom |
| CELKEM 1. polská liga | 211    | 7    |               |